# العلاقات الجزائرية النيجرية
العلاقات الجزائرية النيجرية هي العلاقات الثنائية التي تجمع بين الجزائر والنيجر.

## مقارنة بين البلدين
هذه مقارنة عامة ومرجعية للدولتين:
| وجه المقارنة                                              | الجزائر                      | النيجر          |
| --------------------------------------------------------- | ---------------------------- | --------------- |
| المساحة (كم2)                                             | 2.38 مليون                   | 1.27 مليون      |
| عدد السكان (نسمة)                                         | 38.81 مليون                  | 21.48 مليون     |
| الكثافة السكانية (ن./كم²)                                 | 16.31                        | 16.91           |
| العاصمة                                                   | الجزائر                      | نيامي           |
| اللغة الرسمية                                             | اللغة العربية، لغات أمازيغية | لغة فرنسية      |
| العملة                                                    | دينار جزائري                 | فرنك غرب أفريقي |
| الناتج المحلي الإجمالي (بليون دولار)                      | 170.37 مليار                 | 8.12 مليار      |
| الناتج المحلي الإجمالي (تعادل القوة الشرائية) بليون دولار | 582.63 مليار                 | 19.01 مليار     |
| الناتج المحلي الإجمالي الاسمي للفرد دولار أمريكي          | 4.21 ألف                     | 358             |
| الناتج المحلي الإجمالي للفرد دولار أمريكي                 | 14.19 ألف                    | 938             |
| مؤشر التنمية البشرية                                      | 0.745                        | 0.348           |
| رمز المكالمات الدولي                                      | +213                         | +227            |
| رمز الإنترنت                                              | .dz                          | .ne             |
| المنطقة الزمنية                                           | ت ع م+01:00                  | ت ع م+01:00     |

## منظمات دولية مشتركة
يشترك البلدان في عضوية مجموعة من المنظمات الدولية، منها:
| علم المنظمة | اسم المنظمة                               | تاريخ انضمام الجزائر | تاريخ انضمام النيجر |
| ----------- | ----------------------------------------- | -------------------- | ------------------- |
|             | وكالة ضمان الاستثمار متعدد الأطراف        | 4 يونيو 1996         | 10 مايو 2012        |
|             | منظمة التعاون الإسلامي                    | ?                    | ?                   |
|             | منظمة الشرطة الجنائية الدولية             | ?                    | ?                   |
|             | منظمة حظر الأسلحة الكيميائية              | ?                    | ?                   |
|             | منظمة التجارة العالمية                    | ?                    | ?                   |
|             | الفريق المعني برصد الأرض                  | 2005                 | ?                   |
|             | الأمم المتحدة                             | 8 أكتوبر 1962        | 20 سبتمبر 1960      |
|             | الاتحاد الأفريقي                          | 25 مايو 1963         | ?                   |
|             | مؤسسة التمويل الدولية                     | 23 سبتمبر 1990       | 7 يناير 1980        |
|             | يونسكو                                    | 15 أكتوبر 1962       | 10 نوفمبر 1960      |
|             | مؤسسة التنمية الدولية                     | 26 سبتمبر 1963       | 24 أبريل 1963       |
|             | الاتحاد الدولي للاتصالات                  | 3 مايو 1963          | 14 نوفمبر 1960      |
|             | البنك الإفريقي للتنمية                    | ?                    | ?                   |
|             | البنك الدولي للإنشاء والتعمير             | 26 سبتمبر 1963       | 24 أبريل 1963       |
|             | المركز الدولي لتسوية المنازعات الاستشارية | 22 مارس 1996         | 14 ديسمبر 1966      |
|             | الاتحاد البريدي العالمي                   | ?                    | ?                   |

## أعلام
هذه قائمة لبعض الشخصيات التي تربطها علاقات بالبلدين:
- ابراهيم باري مناصرة (9 مايو 1949[19] – 9 أبريل 1999[19])

## وصلات خارجية
- موقع وزارة الخارجية الجزائرية